# Creencia popular
Una creencia popular es un tipo de creencia tradicional y ampliamente difundida en una comunidad cuyo origen exacto no es conocido (esto lo diferencia de ideologías y otros tipos de creencias). La mayor parte o una gran cantidad de individuos de la comunidad ha escuchado o conoce de dicha creencia por otros individuos de la comunidad, sin que generalmente, se conozca con precisión el origen de dicha creencia o el momento en que empezó a ser considerada por individuos de la comunidad.
En muchas ocasiones se equipara "creencia popular" con "creencia injustificada" pero existen algunas creencias populares (por ejemplo, algunas relacionadas con remedios naturales o domésticos) que han podido ser respaldadas por evidencias científicas más cuidadosas. Por otra parte, un buen número de supuestos relacionados con la creencia popular aparecen en forma de religiosidad popular donde también intervienen elementos de la religión establecida, cuyo origen e inicio en general si son conocidos, a diferencia de muchas tradiciones populares.